# Primula rebeccae
Primula rebeccae är en viveväxtart som beskrevs av Adrian John Richards. Primula rebeccae ingår i släktet vivor, och familjen viveväxter. Inga underarter finns listade i Catalogue of Life.